# Reformas de Atatürk

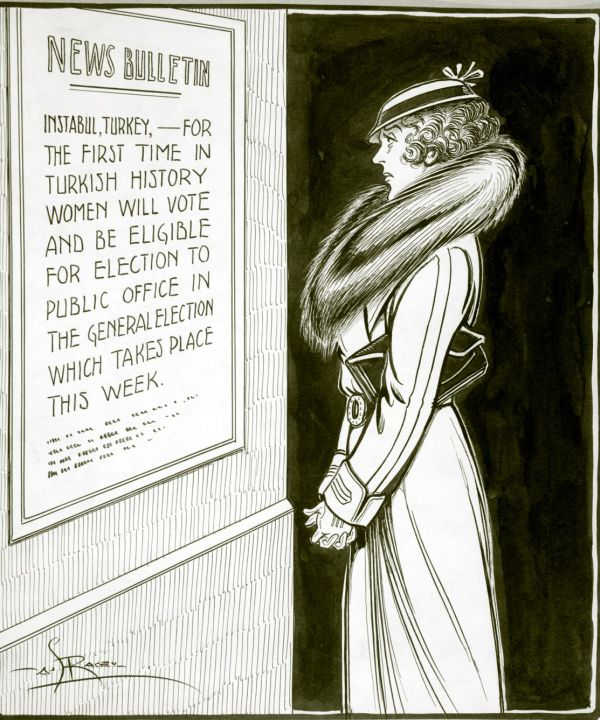
Desenhos animados políticos canadenses de uma mulher em Quebec, lendo uma placa que diz:
"Boletim de notícias: pela primeira vez na história turca, as mulheres votarão e serão elegíveis para o cargo público nas eleições gerais que acontecerão esta semana."
As mulheres tiveram o direito de votar na Turquia em 1930, mas o direito de voto não foi estendido às mulheres nas eleições provinciais em Quebec até 1940.

Reformas de Atatürk (em turco: Atatürk Devrimleri ou Atatürk İnkılâpları) foi uma série de reformas políticas, legais, culturais, sociais e econômicas impactantes que foram implementadas de modo a transformar a então recém-criada República da Turquia numa nação-Estado moderna, democrática e secular.
As reformas foram guiadas pelo progresso educacional e científico, e baseadas nos princípios do Iluminismo positivista e racionalista, e foram implementadas sob a liderança de Mustafa Kemal, dito Atatürk ("pai dos turcos"), de acordo com a ideologia kemalista. Membros do Partido Republicano do Povo, na sua maioria estudantes das 'escolas modernas' que haviam sido fundadas durante o período Tanzimat, aplicaram sua modernização, de influência ocidentalizada, a todas as áreas do governo.
O movimento de reforma se iniciou com a modernização da constituição, que incluiu a adaptação da jurisprudência e das leis europeias às necessidades da jovem república. A isto se seguiu um processo de intensa secularização e modernização da administração, com particular ênfase no sistema educacional. O desenvolvimento da indústria foi promovido por estratégias como a substituição de importações e a fundação de empresas e bancos estatais. A crença de que a sociedade turca teria de se "ocidentalizar", tanto política quanto culturalmente, para se modernizar, era central a estas reformas.